# ATP Halle
Koordinaten: 52° 3′ 48″ N, 8° 21′ 2″ O
Das ATP-Turnier von Halle (offiziell Terra Wortmann Open) ist ein Herren-Tennisturnier, das in Halle (Westf.) im Freien auf Rasen ausgetragen wird. Es findet jedes Jahr im Juni im Zeitraum zwischen den French Open und Wimbledon statt und ist nach dem Sponsor, dem Computerhersteller Wortmann AG benannt. Von 1993 bis 2018 war das Textilunternehmen Gerry Weber und von 2019 bis 2021 der Gesundheitsdienstleister Noventi Sponsor des Turniers.  Es ist neben dem Turnier im Londoner Queen’s Club, das zur selben Zeit stattfindet, das wichtigste Vorbereitungsturnier für das dritte Grand-Slam-Turnier des Jahres in Wimbledon (siehe Terra Wortmann Open 2025).

## Geschichte
Im Jahr 1992 wurde auf der Anlage des TC Blau-Weiss Halle ein mit 50.000 US-Dollar dotiertes ATP-Challenger-Turnier, der sogenannte Taifun Cup, auf Sand ausgerichtet. Er stellte mit 11.000 Besuchern eine Rekordzuschauerzahl für ein Turnier dieser Kategorie in diesem Jahr auf. Hieraus entstanden 1993 die Gerry Weber Open, die nicht nur erstmals auf Rasen ausgetragen wurden, sondern fortan Bestandteil der ATP World Series, der Vorgänger der ATP Tour 250, waren. Seit 2015 gehört das Turnier zur ATP Tour 500, nach den Grand-Slam- und Masters-Turnieren die dritthöchste Kategorie auf der Tour. 2019 wurde aufgrund des Insolvenzverfahrens von Gerry Weber wenige Tage vor Turnierstart mit Noventi ein neuer Turniersponsor vorgestellt. Aufgrund der COVID-19-Pandemie wurde das Turnier 2020 abgesagt. Im Jahr darauf fand es wieder statt. Anfang Dezember 2021 wurde die Wortmann AG neuer Namenssponsor des Turniers.

## Spielstätte

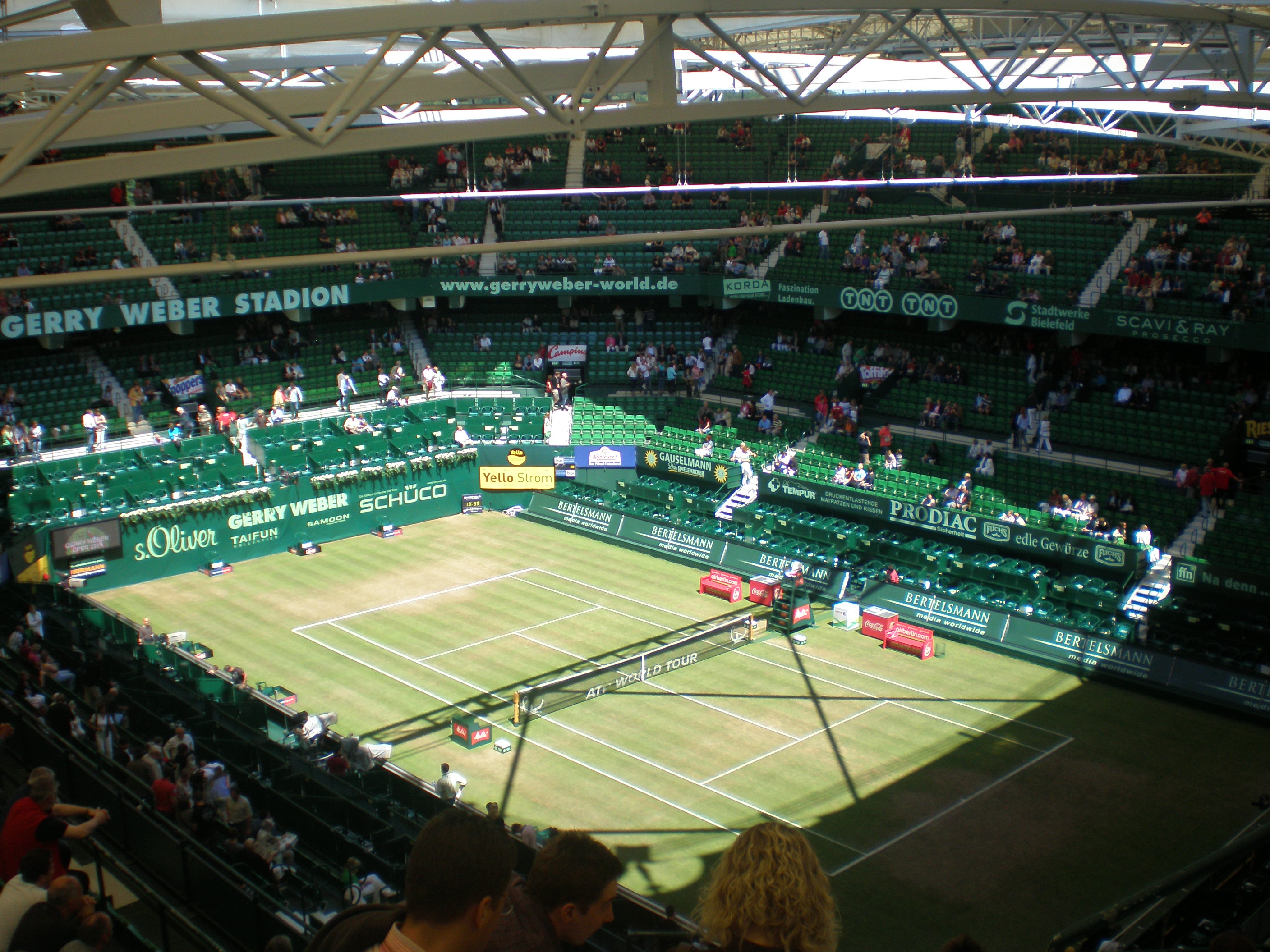
OWL Arena

Die OWL Arena mit dem Center Court fasst 11.500 Zuschauer; der benachbarte, zweitgrößte Court 1 bietet 3.500 Sitzplätze. Nachdem 1993 regenbedingt einen ganzen Tag nicht gespielt werden konnte, wurde mit dem Bau eines schließbaren Dachs begonnen. Die zweiteilige Konstruktion wurde innerhalb von drei Monaten fertiggestellt und lässt sich innerhalb von 88 Sekunden schließen. Seit 2008 ist ein eigens entwickeltes Rasenbelüftungssystem auf dem Center-Court-Rasen in Betrieb. Zusätzlich stehen noch zwei weitere Matchcourts zur Verfügung sowie sechs weitere Trainingsplätze. Auf Linienrichter wird verzichtet, wobei als Electronic Line Calling (ELC) Hawk-Eye zur Anwendung kommt.

## Zuschauerzahlen
Die Terra Wortmann Open sind das zuschauerstärkste ATP-Tennisevent in Deutschland mit insgesamt über 2,7 Millionen Zuschauern in 26 Turnierjahren. Beim Jubiläumsturnier 2017 verzeichnete das Turnier mit 116.200 Besuchern einen neuen Zuschauerrekord. 2018 kamen 115.500 Besucher nach Halle. Überlegungen im Jahr 2014, ein kombiniertes Damen- und Herrenevent auszurichten, wurden indes wieder verworfen.

## Rahmenprogramm
Neben einem Unterhaltungsprogramm auf der Stadionanlage bietet die OWL Sport & Event GmbH & Co. KG den Turnierbesuchern auch Musikkonzerte. Unter anderem traten Sarah Connor, Revolverheld, Amy Macdonald, Lena Meyer-Landrut, die Sportfreunde Stiller und Tim Bendzko auf.

## Siegerliste
Der Rekordsieger des Turniers ist im Einzel der Schweizer Roger Federer mit zehn Erfolgen. Insgesamt konnten sieben Deutsche den Titel gewinnen, darunter Tommy Haas als einziger zweimal (2009, 2012). Marc-Kevin Goellner (1992), Michael Stich (1994), Nicolas Kiefer (1999), David Prinosil (2000), Philipp Kohlschreiber (2011) und Florian Mayer (2016) waren jeweils einmal erfolgreich. Der einzige Spieler, der in einem Jahr sowohl im Einzel als auch im Doppel gewann, ist Roger Federer (2005, mit Yves Allegro). Ihren Titel im Doppel verteidigen konnten sowohl Raven Klaasen und Rajeev Ram (2015, 2016), sowie Łukasz Kubot und Marcelo Melo (2017, 2018). Klaasen und Melo sind mit je drei Titeln zudem Rekordsieger im Doppel.
| ATP Challenger Tour |
| ATP Tour            |

### Einzel
| Jahr | Sieger                 | Finalgegner           | Finalergebnis    |
| ---- | ---------------------- | --------------------- | ---------------- |
| 2025 | Alexander Bublik (2)   | Daniil Medwedew       | 6:3, 7:64        |
| 2024 | Jannik Sinner          | Hubert Hurkacz        | 7:68, 7:62       |
| 2023 | Alexander Bublik (1)   | Andrei Rubljow        | 6:3, 3:6, 6:3    |
| 2022 | Hubert Hurkacz         | Daniil Medwedew       | 6:1, 6:4         |
| 2021 | Ugo Humbert            | Andrei Rubljow        | 6:3, 7:64        |
| 2020 | abgesagt               | abgesagt              | abgesagt         |
| 2019 | Roger Federer (10)     | David Goffin          | 7:62, 6:1        |
| 2018 | Borna Ćorić            | Roger Federer         | 7:66, 3:6, 6:2   |
| 2017 | Roger Federer (9)      | Alexander Zverev      | 6:1, 6:3         |
| 2016 | Florian Mayer          | Alexander Zverev      | 6:2, 5:7, 6:3    |
| 2015 | Roger Federer (8)      | Andreas Seppi         | 7:61, 6:4        |
| 2014 | Roger Federer (7)      | Alejandro Falla       | 7:62, 7:63       |
| 2013 | Roger Federer (6)      | Michail Juschny       | 6:75, 6:3, 6:4   |
| 2012 | Tommy Haas (2)         | Roger Federer         | 7:65, 6:4        |
| 2011 | Philipp Kohlschreiber  | Philipp Petzschner    | 7:65, 2:0 aufgg. |
| 2010 | Lleyton Hewitt         | Roger Federer         | 3:6, 7:64, 6:4   |
| 2009 | Tommy Haas (1)         | Novak Đoković         | 6:3, 6:74, 6:1   |
| 2008 | Roger Federer (5)      | Philipp Kohlschreiber | 6:3, 6:4         |
| 2007 | Tomáš Berdych          | Marcos Baghdatis      | 7:5, 6:4         |
| 2006 | Roger Federer (4)      | Tomáš Berdych         | 6:0, 6:74, 6:2   |
| 2005 | Roger Federer (3)      | Marat Safin           | 6:4, 6:76, 6:4   |
| 2004 | Roger Federer (2)      | Mardy Fish            | 6:0, 6:3         |
| 2003 | Roger Federer (1)      | Nicolas Kiefer        | 6:1, 6:3         |
| 2002 | Jewgeni Kafelnikow (3) | Nicolas Kiefer        | 2:6, 6:4, 6:4    |
| 2001 | Thomas Johansson       | Fabrice Santoro       | 6:3, 6:75, 6:2   |
| 2000 | David Prinosil         | Richard Krajicek      | 6:3, 6:2         |
| 1999 | Nicolas Kiefer         | Nicklas Kulti         | 6:3, 6:2         |
| 1998 | Jewgeni Kafelnikow (2) | Magnus Larsson        | 6:4, 6:4         |
| 1997 | Jewgeni Kafelnikow (1) | Petr Korda            | 7:62, 6:75, 7:67 |
| 1996 | Nicklas Kulti          | Jewgeni Kafelnikow    | 6:75, 6:3, 6:4   |
| 1995 | Marc Rosset            | Michael Stich         | 3:6, 7:611, 7:68 |
| 1994 | Michael Stich          | Magnus Larsson        | 6:4, 4:6, 6:3    |
| 1993 | Henri Leconte          | Andrij Medwedjew      | 6:2, 6:3         |
| 1992 | Marc-Kevin Goellner    | Thomas Enqvist        | 6:3, 2:6, 7:6    |

### Doppel
| Jahr | Sieger                                     | Finalgegner                               | Finalergebnis      |
| ---- | ------------------------------------------ | ----------------------------------------- | ------------------ |
| 2025 | Kevin Krawietz (2) Tim Pütz                | Simone Bolelli Andrea Vavassori           | 6:3, 7:64          |
| 2024 | Simone Bolelli Andrea Vavassori            | Kevin Krawietz Tim Pütz                   | 7:63, 7:65         |
| 2023 | Marcelo Melo (3) John Peers                | Simone Bolelli Andrea Vavassori           | 7:63, 3:6, [10:6]  |
| 2022 | Marcel Granollers Horacio Zeballos         | Tim Pütz Michael Venus                    | 6:4, 6:75, [14:12] |
| 2021 | Kevin Krawietz (1) Horia Tecău             | Félix Auger-Aliassime Hubert Hurkacz      | 7:64, 6:4          |
| 2020 | abgesagt                                   | abgesagt                                  | abgesagt           |
| 2019 | Raven Klaasen (3) Michael Venus            | Łukasz Kubot Marcelo Melo                 | 4:6, 6:3, [10:4]   |
| 2018 | Łukasz Kubot (2) Marcelo Melo (2)          | Alexander Zverev Mischa Zverev            | 7:61, 6:4          |
| 2017 | Łukasz Kubot (1) Marcelo Melo (1)          | Alexander Zverev Mischa Zverev            | 5:7, 6:3, [10:8]   |
| 2016 | Raven Klaasen (2) Rajeev Ram (2)           | Łukasz Kubot Alexander Peya               | 7:65, 6:2          |
| 2015 | Raven Klaasen (1) Rajeev Ram (1)           | Rohan Bopanna Florin Mergea               | 7:65, 6:2          |
| 2014 | Andre Begemann Julian Knowle (2)           | Marco Chiudinelli Roger Federer           | 1:6, 7:5, [12:10]  |
| 2013 | Santiago González Scott Lipsky             | Daniele Bracciali Jonathan Erlich         | 6:2, 7:63          |
| 2012 | Aisam-ul-Haq Qureshi (2) Jean-Julien Rojer | Treat Conrad Huey Scott Lipsky            | 6:3, 6:4           |
| 2011 | Rohan Bopanna Aisam-ul-Haq Qureshi (1)     | Robin Haase Milos Raonic                  | 7:68, 3:6, [11:9]  |
| 2010 | Serhij Stachowskyj Michail Juschny (2)     | Martin Damm Filip Polášek                 | 4:6, 7:5, [10:7]   |
| 2009 | Christopher Kas Philipp Kohlschreiber      | Andreas Beck Marco Chiudinelli            | 6:3, 6:4           |
| 2008 | Michail Juschny (1) Mischa Zverev          | Lukáš Dlouhý Leander Paes                 | 4:6, 6:3, [10:3]   |
| 2007 | Simon Aspelin Julian Knowle (1)            | Fabrice Santoro Nenad Zimonjić            | 6:4, 7:65          |
| 2006 | Fabrice Santoro Nenad Zimonjić             | Michael Kohlmann Rainer Schüttler         | 6:0, 6:4           |
| 2005 | Roger Federer Yves Allegro                 | Joachim Johansson Marat Safin             | 7:5, 6:76, 6:3     |
| 2004 | Leander Paes David Rikl (2)                | Tomáš Cibulec Petr Pála                   | 6:2, 7:5           |
| 2003 | Jonas Björkman (2) Todd Woodbridge         | Martin Damm Cyril Suk                     | 6:3, 6:4           |
| 2002 | David Prinosil David Rikl (1)              | Jonas Björkman Todd Woodbridge            | 4:6, 7:65, 7:5     |
| 2001 | Daniel Nestor Sandon Stolle                | Maks Mirny Patrick Rafter                 | 6:4, 6:75, 6:1     |
| 2000 | Nicklas Kulti Mikael Tillström             | Mahesh Bhupathi David Prinosil            | 7:64, 7:64         |
| 1999 | Jonas Björkman (1) Patrick Rafter          | Paul Haarhuis Jared Palmer                | 6:3, 7:5           |
| 1998 | Ellis Ferreira Rick Leach                  | John-Laffnie de Jager Marc-Kevin Goellner | 4:6, 6:4, 7:6      |
| 1997 | Karsten Braasch Michael Stich              | David Adams Marius Barnard                | 7:6, 6:3           |
| 1996 | Byron Black Grant Connell                  | Jewgeni Kafelnikow Daniel Vacek           | 6:1, 7:5           |
| 1995 | Jacco Eltingh Paul Haarhuis                | Jewgeni Kafelnikow Andrei Olchowski       | 6:2, 3:6, 6:3      |
| 1994 | Olivier Delaître Guy Forget                | Henri Leconte Gary Muller                 | 6:4, 6:7, 6:4      |
| 1993 | Petr Korda Cyril Suk                       | Mike Bauer Marc-Kevin Goellner            | 7:6, 5:7, 6:3      |
| 1992 | Karsten Braasch Lars Koslowski             | Kelly Evernden Brett Steven               | 4:6, 7:6, 6:0      |